# Ла-Шапель-Лоран
Ла-Шапе́ль-Лора́н (фр. La Chapelle-Laurent, окс. La Chapelle Laurent) — коммуна во Франции, находится в регионе Овернь. Департамент — Канталь. Входит в состав кантона Массьяк. Округ коммуны — Сен-Флур.
Код INSEE коммуны — 15042.
Коммуна расположена приблизительно в 420 км к югу от Парижа, в 70 км южнее Клермон-Феррана, в 70 км к северо-востоку от Орийака.

## Население
Население коммуны на 2008 год составляло 342 человека.
| 1962 | 1968 | 1975 | 1982 | 1990 | 1999 | 2008 |
| ---- | ---- | ---- | ---- | ---- | ---- | ---- |
| 482  | 485  | 453  | 414  | 399  | 382  | 342  |

## Администрация
| Период | Период | Фамилия           | Партия | Примечания |
| ------ | ------ | ----------------- | ------ | ---------- |
| 2003   | 2008   | Андре де Ла-Рошет |        |            |
| 2008   |        | Жерар Сейтр       |        |            |

## Экономика
В 2007 году среди 212 человек в трудоспособном возрасте (15—64 лет) 161 были экономически активными, 51 — неактивными (показатель активности — 75,9 %, в 1999 году было 77,2 %). Из 161 активных работали 156 человек (83 мужчины и 73 женщины), безработных было 5 (1 мужчина и 4 женщины). Среди 51 неактивных 14 человек были учениками или студентами, 17 — пенсионерами, 20 были неактивными по другим причинам.

## Достопримечательности
- Часовня Лубарсе (XIII век). Памятник истории с 1994 года[3]
- Церковь Успения Божьей Матери (XVI век). Памятник истории с 1969 года[4]

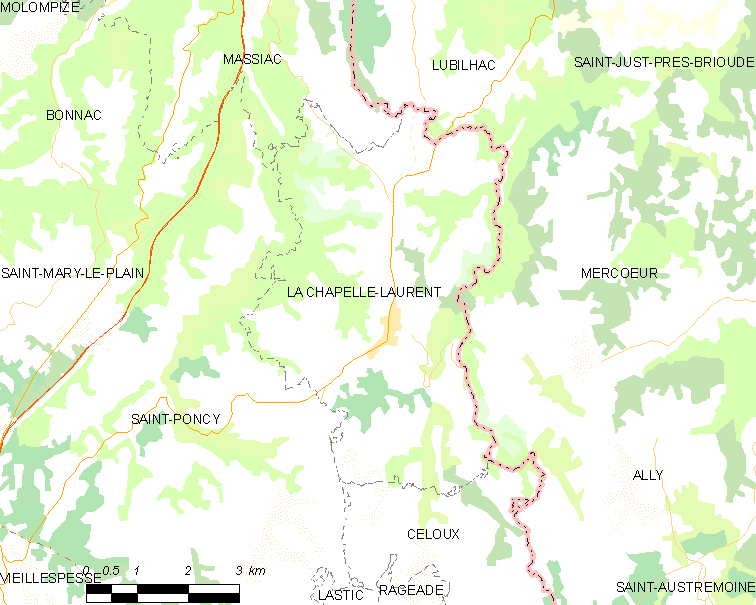
Карта коммуны